# NGC 3937
NGC 3937 is een elliptisch sterrenstelsel in het sterrenbeeld Leeuw. Het hemelobject werd op 27 april 1785 ontdekt door de Duits-Britse astronoom William Herschel.

## Synoniemen
- UGC 6851
- MCG 4-28-81
- ZWG 127.88
- PGC 37219